# Она же Грейс
«Она же Грейс» (англ. Alias Grace) — канадо-американский лимитированный телесериал, созданный Сарой Полли и срежиссированный Мэри Харон. Сериал основан на одноимённом романе 1996 года Маргарет Этвуд. Премьера сериала состоялась 25 сентября 2017 года на телеканате CBC Television в Канаде; 3 ноября 2017 года сериал стал доступен на платформе Netflix.
Первые два эпизода были показаны на Кинофестивале в Торонто.
Сериал является уже третьей адаптацией романов Этвуд в 2017 году после «Рассказа служанки» и «Потерянной Ванды».

## Сюжет
Сериал рассказывает историю горничной-иммигрантки Грейс Маркс, которая была осуждена за убийство своего работодателя Томаса Киннера в 1843 году.

## В ролях
- Сара Гадон — Грейс Маркс
- Эдвард Холкрофт — доктор Саймон Джордан
- Закари Ливай — Джеремайя Понтелли
- Анна Пэкуин — Нэнси Монтгомери
- Пол Гросс — Томас Киннер
- Керр Логан — Джеймс Макдермотт
- Майкл Терриоль — мистер Макдональд
- Ребекка Лиддьярд — Мэри Уайтни
- Дэвид Кроненберг